# Phil Griffin
Phil Griffin (* 27. November 1956) ist ein US-amerikanischer Journalist und Produzent und war von Juli 2008 bis 31. Januar 2021 Präsident des Nachrichtensenders MSNBC.
Griffin graduierte am Vassar College mit einem B.A. in Englisch. Er begann seine Karriere 1980 bei CNN, wo er für drei Jahre Produzent war. Von 1983 bis 1987 war er bei NBCs Today als Produzent und ging im selben Jahr als Senior Producer zur USA Today: The Television Show. Von 1988 bis 1991 war er wieder bei NBCs Today. Von 1991 bis 1995 war Griffin bei NBC und Nightly News wo er die inländischen Nachrichten betreute. 1995 ging er nach Los Angeles um die Berichterstattung zur Gerichtsverhandlung von O.J. Simpson zu leiten.
Seit dem Start von MSNBC im Juli 1996 ist Griffin bei dem Sender. Er wurde dort Vice President der Primetime-Programme und im April 2005 Senior Vice President bei NBC News. Im Juli 2008 wurde er Präsident von MSNBC und gab dieses Amt zum 1. Februar 2021 an Rashida Jones ab.
Griffin ist verheiratet mit Kory Apton und wohnt in Manhattan, das Paar hat zwei erwachsene Kinder.